# Fantasmagorie (film, 1963)
Pour les articles homonymes, voir Fantasmagorie.
Pour plus de détails, voir Fiche technique et Distribution.
Fantasmagorie est un film fantastique et d'épouvante français réalisé par Patrice Molinard, sorti en 1963.

## Synopsis
Au cœur du Val-d’Oise, en plein XVIIIe siècle, des cas de vampirisme sèment la terreur. 1962, même endroit, les vieilles superstitions sont oubliées. Un homme reçoit une séduisante proposition professionnelle qui nécessite un voyage de quelques jours. Prise d’un funeste pressentiment, sa femme tente de le dissuader, en vain. Un long trajet commence, qui d’une hypnotique autoroute le mène bientôt en un territoire étrange et sauvage, une sinistre maison perdue dans la brume et la forêt. Autour de minuit, son hôte aristocrate le reçoit, insolite et inquiétant - un vampire dont il ne tarde pas à devenir la victime. Le lendemain, le buveur de sang part retrouver la jeune femme. Celle-ci, vite vampirisée, se met en quête de sang frais, d’enfants à croquer. Mais, de son côté, le mari se réveille très affaibli dans la crypte. Conscient du danger que court sa femme, il repart pour tenter de la sauver. Les forces du mal seront néanmoins les plus fortes : le couple meurt lors d’un combat avec le vampire, avant de réapparaitre à Paris, en vampires anonymes parmi la foule.

## Fiche technique
- Titre original : Fantasmagorie
- Réalisation : Patrice Molinard
- Scénario : Patrice Molinard
- Dialogue (voix off) : Barbara Molinard
- Musique : Jacques Bondon (enregistrée par l'Orchestre de chambre de musique contemporaine, sous la direction de l'auteur)
- Caméraman : Régis Molinard
- Montage : Patrice Molinard
- Assistant réalisateur: Franck Andron
- Production : Pierre Braunberger
- Sociétés de production : Les Films de la Pléiade
- Pays de production :  France
- Format : noir et blanc, 35 mm, 1,33:1, son mono
- Genre : Fantastique, horreur
- Durée : 40 minutes
- Dates de sortie :
  - 1962 (14 septembre) : diffusion de larges extraits dans l'émission Cinéma sans étoiles sur l'ORTF[2].
  - 1963: projections de presse et en festival[3]
  - 1964 : projection au Studio Parnasse, à Paris[4].
  - 1965 : diffusion à la télévision française sur l'ORTF[5].
  - 2015 (20 octobre) : sortie dans le DVD Les Cauchemars de Midi-Minuit dans une version restaurée[6].
  - 2015 (21 octobre) : projection au Champo, à Paris, de la version restaurée[7].

## Distribution
- Édith Scob : la jeune femme
- Venantino Venantini : le vampire
- Patrice Molinard : le mari
- Jean Henry : le serviteur du vampire
- Barbara Molinard : voix off
- Agnès Molinard : une petite fille
- Paule Magny
- Isabelle

## Production
Photographe de mode jusqu'au début des années 1960, Patrice Molinard fait une première incursion dans le domaine du cinéma en réalisant les célèbres clichés de repérages  du Sang des bêtes (1949), court-métrage documentaire sur les abattoirs de Paris, à la fois hyperréaliste, sanglant et poétique, réalisé par son beau-frère le cinéaste Georges Franju. Cette expérience fait de lui, selon le journaliste et historien du cinéma Nicolas Stanzick, le co-inventeur de cette esthétique propre à Franju qui consiste à « traquer l'insolite dans le réél ».
Patrice Molinard rencontre Édith Scob alors qu'elle tourne pour la première fois avec Georges Franju, sur le plateau de La Tête contre les murs (1959). Lorsque, désireux de passer de photographe à cinéaste professionnel, il se lance dans un projet de moyen-métrage vampirique, conçu comme un souvenir déformé de sa vision des années auparavant de Nosferatu, il fait naturellement appel à la jeune actrice qui est devenue une proche de la famille. Dans le rôle du vampire est recruté Venantino Venantini, peintre et modèle photo « sans le sou de Molinard », qui deviendra acteur à plein temps à la suite du succès de son film suivant, Les Tontons flingueurs.
Le tournage a lieu dans la demeure familiale, à Auvers-sur-Oise, en 1962, sur les temps libres des uns et des autres, en 16 mm, en totale autoproduction. En décembre, Patrice Molinard signe avec Pierre Braunberger, dirigeant des Films de la Pléiade: le film est alors gonflé en 35 mm et une composition musicale originale de Jacques Bondon est ajoutée en bande sonore.

## Accueil du film
Avant même qu'il ne soit fini, le tournage de Fantasmagorie fait l'objet d'un long reportage de 30 minutes de Pierre Neurisse dans l'émission Cinéma sans étoile, sur l'ORTF, le 14 septembre 1962. Outre de longs extraits du film, alors inachevé (manque la musique de Jacques Bondon), Patrice Molinard et sa femme, Barbara Molinard, y sont interviewés.
Pour l'heure, seuls les cercles fantasticophiles remarquent le film. Quelques semaines plus tard, Alain Le Bris, qui, à la suite du reportage, a pris contact avec Patrice Molinard et vu cette version inachevée du film, signe un texte dans le n°3 de Midi-Minuit Fantastique, à la fois très polémique sur le tout-venant du cinéma français de l'époque et sa défiance de l'imaginaire, et particulièrement élogieux sur Fantasmagorie, qui en serait l'antidote. Dans le n°7 de la même revue, en 1963, une photo d'Édith Scob tirée du film est publiée.
En 1964, le film, dans sa version finalisée en 35 mm, est projeté au Studio Parnasse, à Paris, puis, l'année suivante, il est diffusé sur l'ORTF.
En 1967, Gérard Langlois publie un entretien avec Patrice Molinard à propos du film dans le fanzine Mercury. C'est la dernière mention du film dans la presse avant sa redécouverte, quarante-cinq ans plus tard, en 2012.

## Redécouverte du film
En 2012, Nicolas Stanzick, intrigué par l'article publié en 1962 dans Midi-Minuit Fantastique, contacte Agnès Molinard, la fille du réalisateur Patrice Molinard, décédé en 2002. Celle-ci lui fait découvrir le film via une copie privée. Face à l'enthousiasme du journaliste, elle accepte d'organiser un entretien à trois, avec Édith Scob, dont elle est proche, qui se tient le 5 juin 2012. Cet entretien est l'occasion pour Édith Scob de rédécouvrir le film cinquante ans après (« Le film est encore beaucoup plus beau que dans mes souvenirs. C'est merveilleux », dit-elle alors). Il donne d'autre part la matière d'un long article que Nicolas Stanzick signe dans L'Écran fantastique.
Cet article mêle témoignages, secrets de production et analyse pour livrer, in fine, un ardent plaidoyer en faveur du film: « Molinard fait craquer le vernis des apparences, vaciller notre modernité rationnelle, remonter à la surface nos fantasmes archaïques, effrayants, libérateurs. » Par la suite, dans toutes ses interventions à propos du film, Nicolas Stanzick ne cesse de saluer Fantasmagorie comme l'un des films majeurs du cinéma fantastique français : « D’une beauté expressionniste à couper le souffle et d’une audace formelle constante,  (...) Fantasmagorie est un choc », « le film de vampire français qu'on a toujours rêvé de voir », « C’est un passage secret entre Murnau, Dreyer, la Nouvelle Vague et David Lynch ». 
En 2014, Nicolas Stanzick republie l'article dans Midi-Minuit Fantastique – L'Intégrale, vol. 1, qu'il dirige chez Rouge profond, avec une iconographie beaucoup plus riche. L'année suivante, il mène un partenariat avec le CNC pour restaurer le film à partir du négatif, projet mené à bien avec le concours d'Éric Le Roy. Quelque mois plus tard, le film est le court-métrage vedette du DVD Les Cauchemars de Midi-Minuit, inclus dans Midi-Minuit Fantastique – L'Intégrale, vol. 2. Le film est y accompagné d'une scène coupée, du premier court métrage de Patrice Molinard, Dracula n'est jamais vaincu, et du documentaire Fantasmagorie, un rêve de cinéma, coréalisé par Nicolas Stanzick et Erwan Le Gac.
Fantasmagorie est projeté en salle pour la première fois depuis 1965 lors du lancement de Midi-Minuit Fantastique – L'Intégrale, vol. 2, au Champo, à Paris, le 21 octobre 2015, en présence de Nicolas Stanzick, qui présente le film, mais aussi de Jean-Claude Romer, d'Ornella Volta, d'Yves Boisset, de Jean-Pierre Putters, de Christophe Bier, etc. C'est le début d'un engouement critique. À l'issue de la projection, le cinéaste Christophe Gans déclare: « C’est une découverte importante, avec des choses incroyablement senties, avec des moments d’inspiration réels (...) des séquences absolument sublimes. » Le journaliste Jean-Pierre Bouyxou s'enthousiasme également: « Ce qui m’a sidéré, c’est que c’est aussi beau que du Franju. » Et Jean-François Rauger, directeur de la programmation de la Cinémathèque française et critique au Monde, analyse: « C’est un film étonnant, une déambulation poétique, étrange et inquiétante (…) C’est un film qui nous laisse imaginer une voie qu’aurait pu prendre le cinéma français. (…) Des films comme ça sont des objets très précieux. »
Par la suite, la presse cinématographique se saisit du film. Mad Movies loue « un trésor bien réel », tandis que les Cahiers du cinéma parlent du « diamant noir du fantastique français »,  d'un « joyau des ombres », et déclarent leur flamme à Édith Scob: « Sa présence à l’écran, aussi diaphane que charnelle, fantomatique et aimantée, est toujours un poème. » Dans Mauvais genres sur France Culture, Philippe Rouyer est lui aussi dithyrambique: « Un très très grand film (…) à la hauteur de ce que (Nicolas Stanzick) nous en avait dit. (...) Édith Scob est magnifiée.(…)  Il y a quelque chose qui effectivement annonce David Lynch. Il réussit (...), dans une contemplation du quotidien, à faire surgir un fantastique poétique. »
En 2024, Romain de Saint-Blanquat cite le film comme l'une des influences de son long-métrage fantastique, La Morsure.

### Édition vidéo
- DVD Les Cauchemars de Midi-Minuit, joint dans le livre Midi-Minuit Fantastique - L'Intégrale, vol. 2 - Nicolas Stanzick et Michel Caen (dir.), Rouge profond, coll. « Raccords », Pertuis, France, 2015, 752 p.

### Documentaires
- Fantasmagorie, réalisé par Patrice Molinard, un reportage de Pierre Neurisse dans Cinéma sans étoile (30 min, ORTF, 14 septembre 1962): avec Patrice Molinard, Barbara Molinard.
- Fantasmagorie, un rêve de cinéma, de Nicolas Stanzick et Erwan Le Gac (20 min, Soft-Prod/Stanzick, 2015): avec Édith Scob, Agnès Molinard, Patrice Molinard, Barbara Molinard - en bonus du film dans le DVD Les Cauchemars de Midi-Minuit[33].